# Fenstead End
Fenstead End – przysiółek w Anglii, w Suffolk. Fenstead End jest wspomniana w Domesday Book (1086) jako Finesteda.